# Superpole
De superpole is in de WK Superbike een kwalificatierace bestaande uit één snelle ronde. De uitslag van deze race bepaalt de startopstelling voor de wegrace. Tijdens de voorafgaande kwalificatietrainingen komen de snelste 16 rijders uit in de superpole.  De superpole levert vaak een verrassende startvolgorde op omdat een klein foutje van een toprijder grote gevolgen heeft.